# Банка (Франция)
Банка́ (фр. Banca) — коммуна во Франции, находится в регионе Новая Аквитания. Департамент — Атлантические Пиренеи. Входит в состав кантона Монтань-Баск. Округ коммуны — Байонна.
Код INSEE коммуны — 64092.

## География

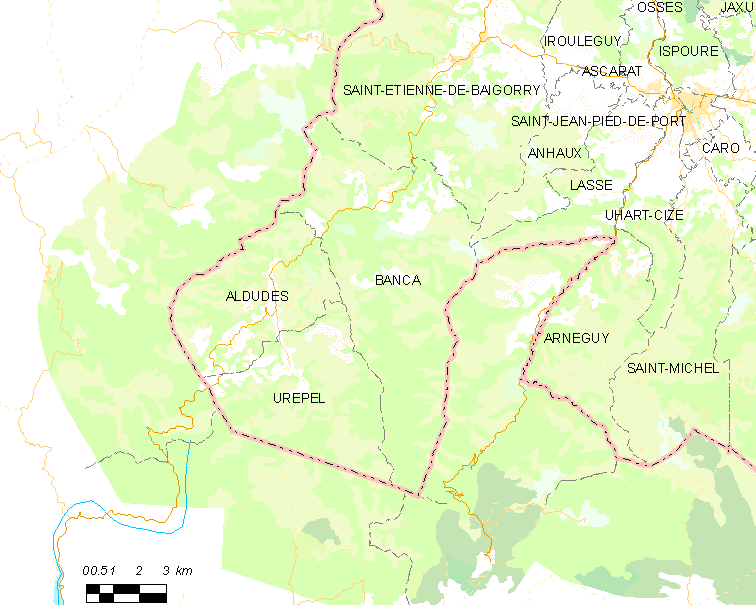
Карта коммуны

Коммуна расположена приблизительно в 700 км к юго-западу от Парижа, в 210 км южнее Бордо, в 85 км к западу от По.

### Климат
Климат тёплый океанический. Зима мягкая, средняя температура января — от +5°С до +13°С, температуры ниже −10 °C бывают редко. Снег выпадает около 15 дней в году с ноября по апрель. Максимальная температура летом порядка 20-30 °C, выше 35 °C бывает очень редко. Количество осадков высокое, порядка 1100 мм в год. Характерна безветренная погода, сильные ветры очень редки.

## Население
Население коммуны на 2010 год составляло 335 человек.
| 1962 | 1968 | 1975 | 1982 | 1990 | 1999 | 2010 |
| ---- | ---- | ---- | ---- | ---- | ---- | ---- |
| 672  | 634  | 524  | 450  | 426  | 375  | 335  |

## Администрация
| Период | Период | Фамилия          | Партия | Примечания |
| ------ | ------ | ---------------- | ------ | ---------- |
| 1995   | 2001   | Гратьян Арамбель |        |            |
| 2001   | 2008   | Доминик Эчеверри |        |            |
| 2008   | 2020   | Мишель Окафрен   |        |            |

## Экономика
В 2010 году среди 216 человек трудоспособного возраста (15-64 лет) 144 были экономически активными, 72 — неактивными (показатель активности — 66,7 %, в 1999 году было 61,3 %). Из 144 активных жителей работали 141 человек (83 мужчины и 58 женщин), безработных было 3 (1 мужчина и 2 женщины). Среди 72 неактивных 11 человек были учениками или студентами, 35 — пенсионерами, 26 были неактивными по другим причинам.

## Достопримечательности
- Церковь Св. Петра (XIX век)[4]
- Шахта и доменная печь (XVII век). Исторический памятник с 1996 года[5]

## Фотогалерея

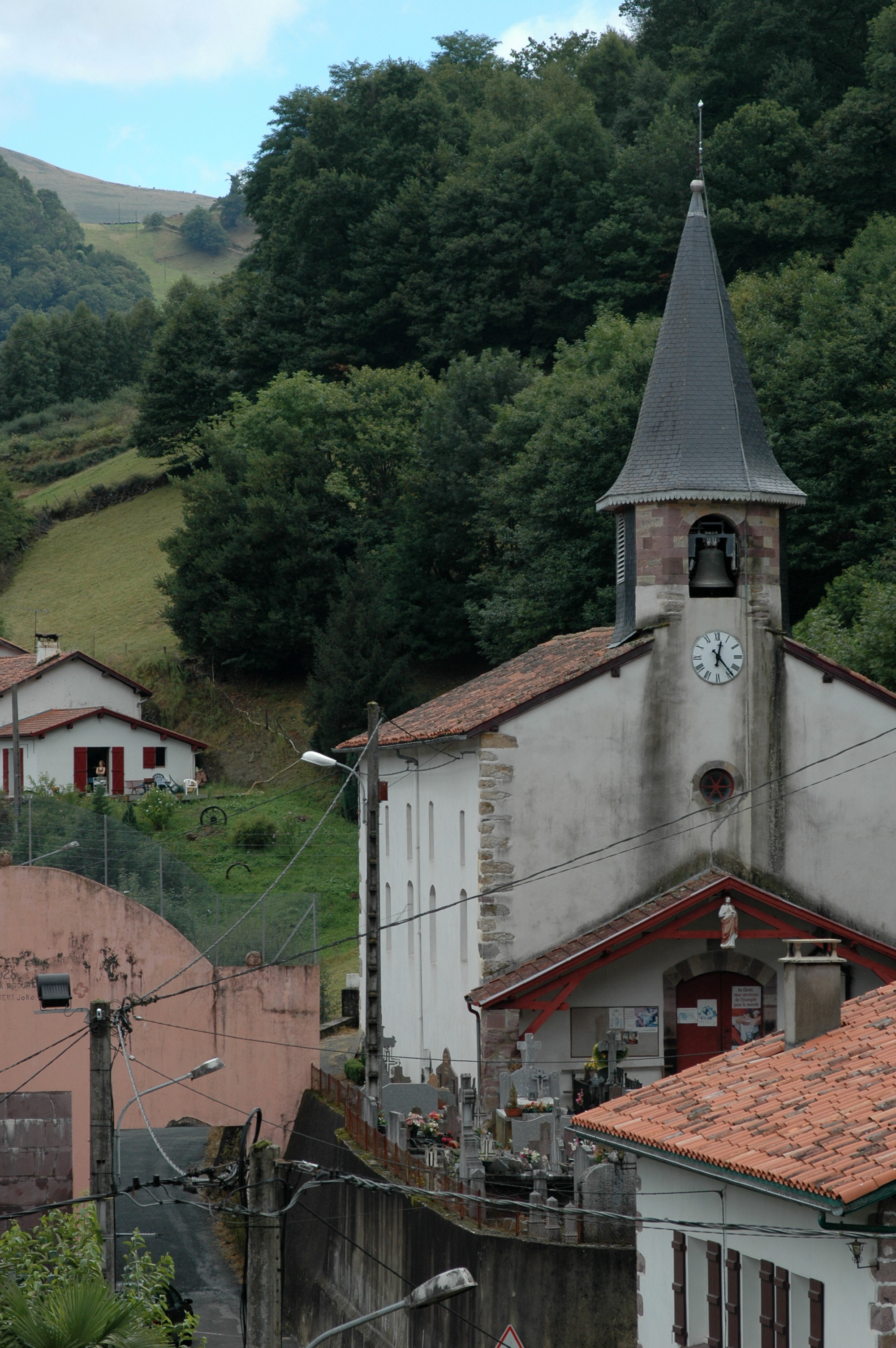
Церковь Св. Петра
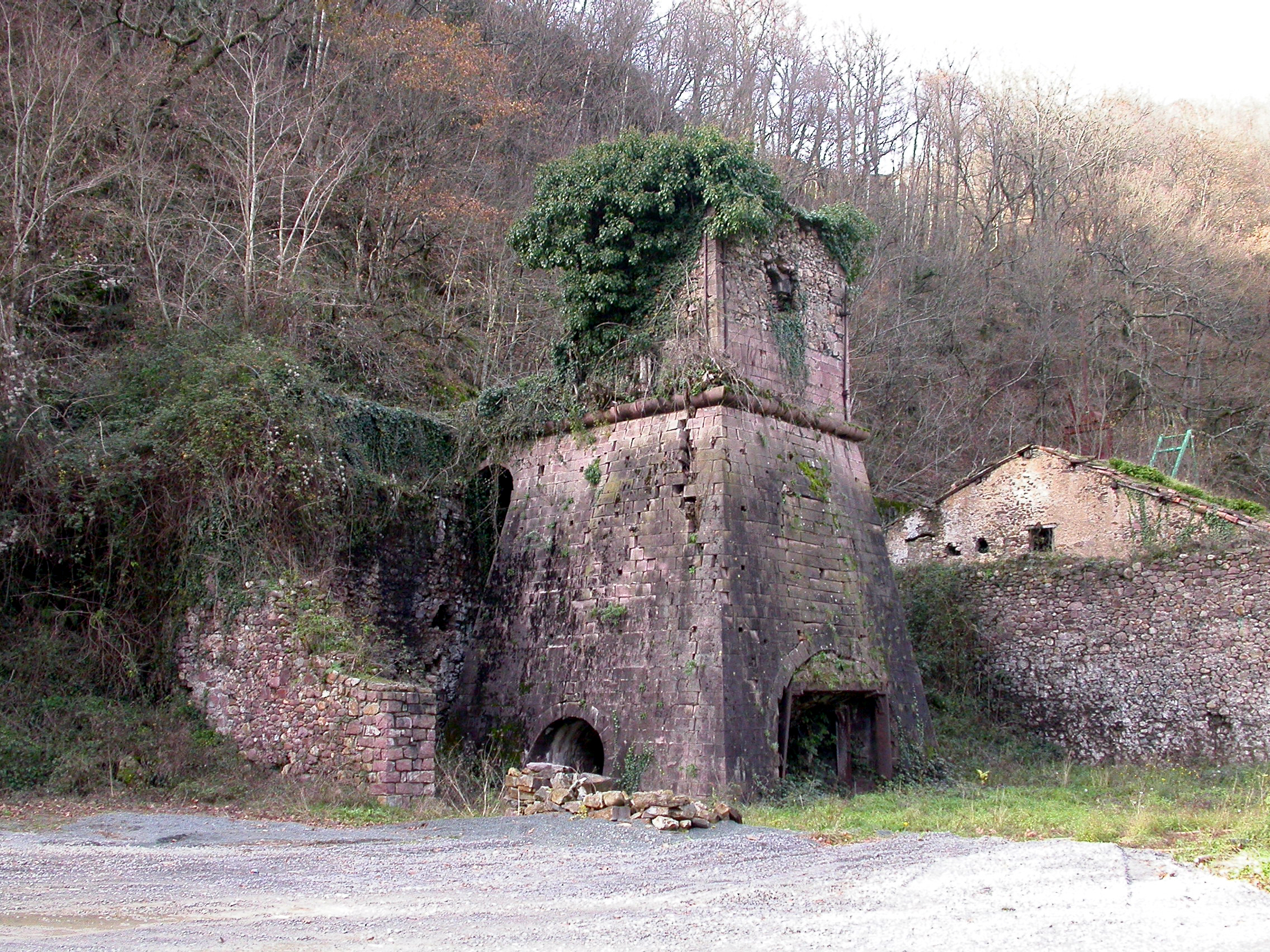
Шахта и доменная печь
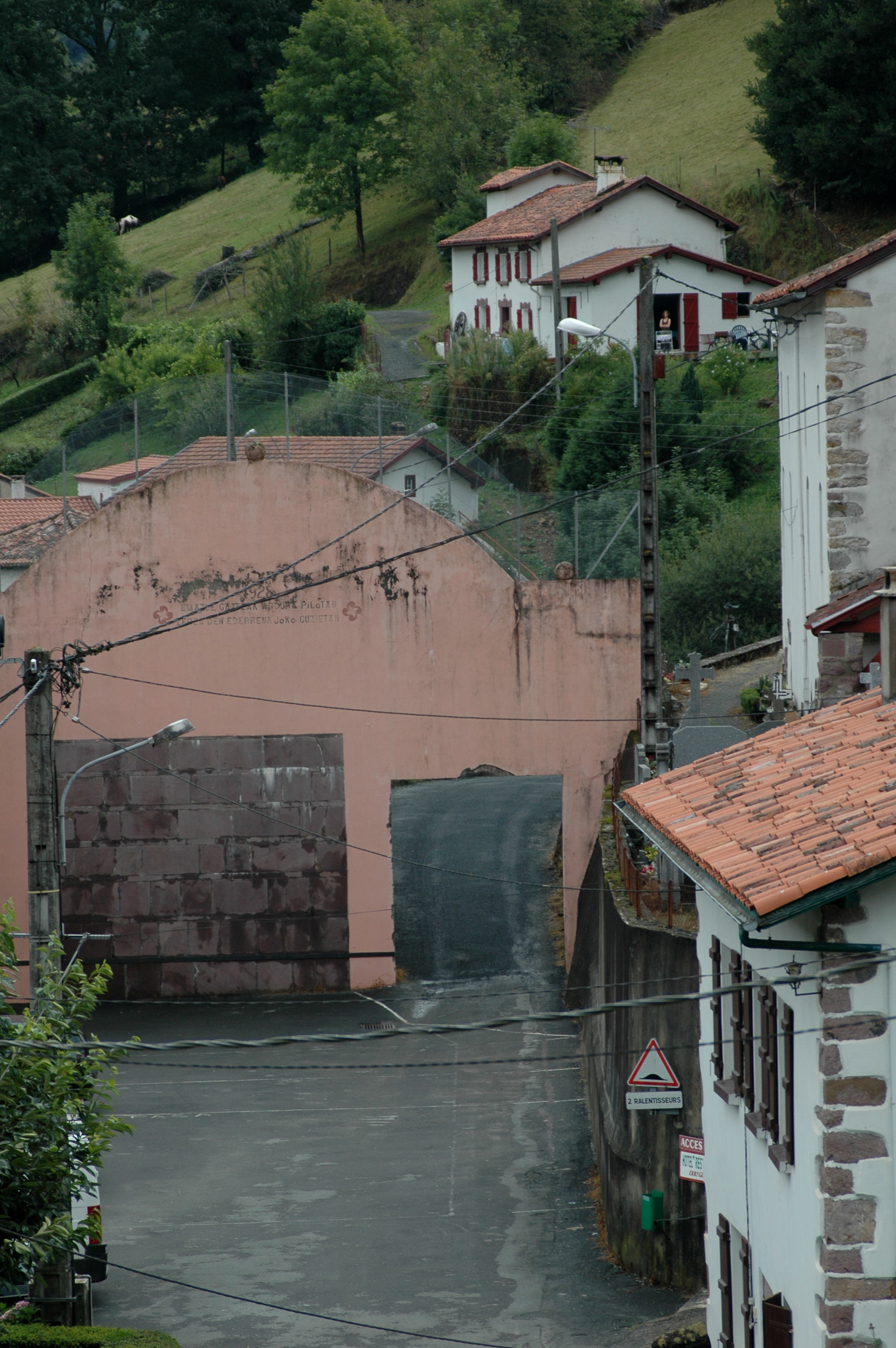
Фронтон (площадка для игры в пелоту)
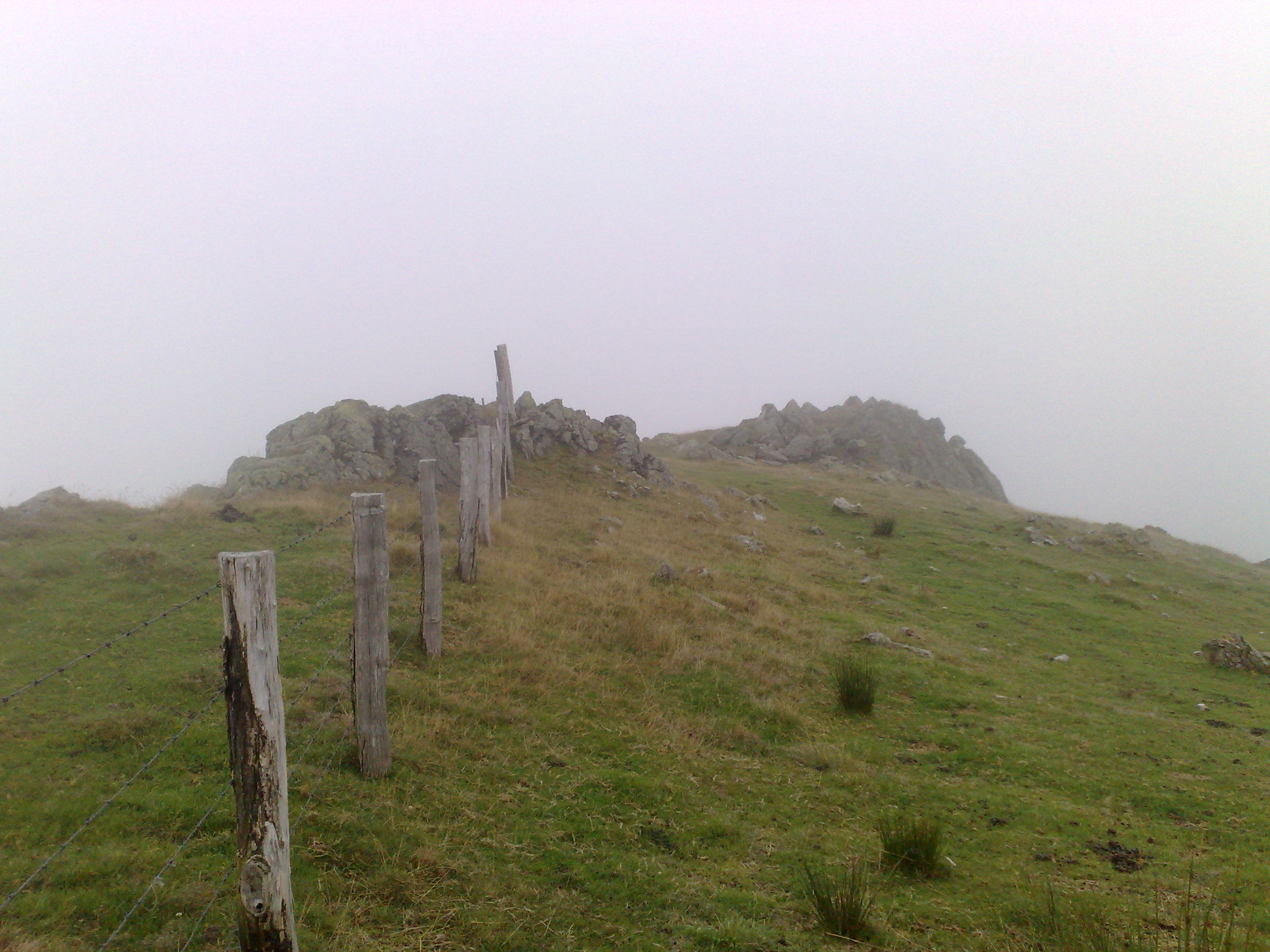
Вершина горы и граница с Испанией